# 열선커터기
열선커터기는 전기를 사용한 새로운 형태의 자르는 도구로서, 일반적으로 니크롬선의 저항(쇼트)을 이용한다. 또한 유사한 종류의 펜형 커터기가 있는데, 이것 또한 니크롬선의 저항을 이용한다.

## 원리
일단 건전지에서 나온 전기가 니크롬선에서 쇼트를 일으키게 되는데, 이 쇼트가 니크롬선에서 발열(發熱)하게 된다. 발열한 니크롬선은 우드락, 스티로폼과 같은 플라스틱 종류의 물체를 자르는데 유용하다.
펜형태의 열선커터기는 조금 다르다. 니크롬선에서 쇼트를 일으켜 나온 열이 길다란 금속을 데우는데, 길다란 금속을 이용해서 간접적으로 자르게 된다.